# Hydra (álbum de Within Temptation)
Hydra es el sexto álbum de estudio de la banda de metal sinfónico Within Temptation. El álbum contiene colaboraciones del cantante Howard Jones (antiguo miembro de Killswitch Engage), el rapero Xzibit, Tarja Turunen (exintegrante de Nightwish) y el cantante de rock alternativo David Pirner (Soul Asylum). El primer sencillo  «Paradise (What About Us?)», fue lanzado el 27 de septiembre de 2013 y contó con Turunen como vocalista invitado. El 20 de diciembre públican «Dangerous», y en él Jones fue el vocalista masculino invitado. Hydra es el primer álbum de la banda en el que se graba con tres guitarras con Stefan Helleblad haciendo su debut dentro del estudio de grabación.
El proceso de escritura del álbum comenzó en 2012 y en el primer semestre del año, la banda tenía seis canciones escritas. Hydra fue originalmente programado para ser lanzado en todo el mundo en septiembre, para su nuevo sello BMG y en los Países Bajos por Universal Music. El álbum una vez publicado alcanzó los primeros diez puestos en los países República Checa, Países Bajos, Finlandia, Austria, Alemania, Escocia, Suiza, Reino Unido y dos listas del Billboard de Estados Unidos. Para dar más promoción al álbum la banda comenzó el «Hydra World Tour» su primer concierto fue en el Heineken Music Hall, Ámsterdam.

## Antecedentes y grabación

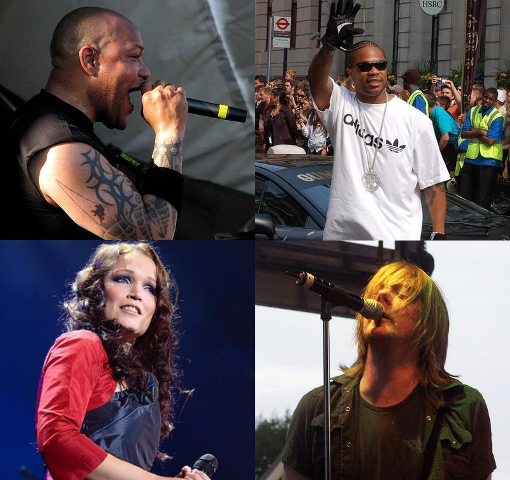
El álbum cuenta con cuatro cantantes con un estilo diferente.Imagen: Jones, Xzibit, Turunen y Pirner.

El proceso de escritura del álbum comenzó en 2012, y en el primer semestre del año, la banda tenía seis canciones ya escritas. El álbum fue originalmente programado para ser lanzado en todo el mundo en septiembre, para su nuevo sello, BMG y en los Países Bajos por Universal Music.
El 16 de junio, sin haber terminado todo el álbum, la banda grabó el primer video musical. Durante una serie de testimonios sobre el progreso de la grabación del álbum, Westerholt declaró que el álbum tendría voz gutural. A mediados de mayo, el bajista Jeroen van Veen fue al estudio para grabar su instrumentó para las primeras cinco canciones. La banda finalmente consiguió un acuerdo de América del Norte al firmar con Nuclear Blast. También estableció un acuerdo de licencia con el sello discográfico Dramático para el lanzamiento en el Reino Unido. Una vez que la batería y el registro vocal estaban terminadas, las grabaciones de guitarra empezaron el 26 de agosto, y terminaron el 22 de octubre
El 30 de agosto, la banda anunció a «Paradise (What About Us?)» como primer sencillo sería lanzado como EP, también contiene tres canciones del álbum, «Let Us Burn», «Silver Moonlight» y «Dog Days». Al realizar este anuncio, den Adel, dijo: «Para el lanzamiento de estos demos queremos invitar a nuestros aficionados a nuestra casa de estudio y mostrar cómo componemos ideas de canciones en una fase inicial de creación de un nuevo álbum. Estas versiones de demostración están lejos de su sonido final, pero les darán una idea de en lo que estamos trabajando. Será fascinante escuchar cómo quedará el resultado final, una vez que se haya lanzado el álbum». Después de anunciar al primer sencillo se afirmó un músico invitado, el 13 de septiembre la banda anunció oficialmente que Tarja Turunen aparecerá como vocalista invitada en la canción.
El nombre del álbum fue revelado el 8 de noviembre, junto con las canciones, los músicos invitados y la tapa del álbum, que fue diseñada por Romano Molenaar, el mismo artista que dibujó la portada de The Unforgiving. Durante una entrevista para Ultimate Guitar Archive, den Adel dijo que la principal mejora con respecto a los dos últimos discos, es la transición hacia el propio metal sinfónico a una más variada y orientada a sonidos múltiples. El título del álbum se refiere a la gran variedad de géneros musicales de la banda se potencie en cada lanzamiento original. Sobre el concepto, el guitarrista Robert Westerholt comentó: «Hydra es un título perfecto para nuestro nuevo álbum, porque al igual que el propio monstruo, la grabación representa las distintas variaciones de nuestra música». Según la mitología griega, la hidra era una serpiente gigante con muchas cabezas que no podía ser decapitada porque por cada cabeza que se le cortara surgían dos.

### Estructura e inspiración
Ante una sesión para aficionados en Twitter Den Adel comentó que la principal fuente de inspiración para las canciones del álbum fueron «los grandes problemas de la vida». La primera canción es «Let Us Burn» es orientado más a las guitarras con menos orquestaciones y presenta un aire tranquilo, con el fin de proponer una «emoción de manera directa y real». «Dangerous», la segunda canción y el segundo sencillo se trata sobre la adrenalina, explica que las personas necesitan vivir al límite. La canción contiene riffs rápidos, sintetizadores distorsionados, un uso excesivo en la batería y en bajos. «And We Run» fue la primera canción de Within Temptation en estilo de rap en dúo con el rapero estadounidense Xzibit. Según den Adel, el hecho principal de que la banda decidió invitar a él estaba en su mente abierta para experimentar. La canción se presenta con un piano y una voz tranquila de Den Adel ella usa su voz aguda hasta la entrada de Xzibit, lo que contrasta con su voz de rap y pesada. De acuerdo con Westerholt, hubo una crítica inicial acerca de la colaboración, ya que parecía funcionar tan lejos de su estilo musical original, y luego tuvo un inesperado elogio para el tema.
La primera pista que se reveló fue «Paradise (What About Us?)». Como es más cercano a sus raíces del metal sinfónico, la banda decidió invitar a la exvocalista de Nightwish, Tarja Turunen. En colaboración con Turunen, den Adel declaró que «de inmediato dijo que si,no solo es por su creatividad personal ya que empaña completamente lo natural de mi decidí hacer esta canción junto a ella». La canción cuenta con cuerdas, baterías, guitarras pesadas rápidas y orquestaciones, Den Adel ofrece un tono más claro y más natural y Turunen un canto más profundo y más potente. La letra de la canción es acerca del uso nuclear en temas militares el 4 de mayo de 2013 Peter van Uhm abordó la importancia de no pensar solo en «ti mismo» o «ellos», sino en «nosotros».

## Promoción

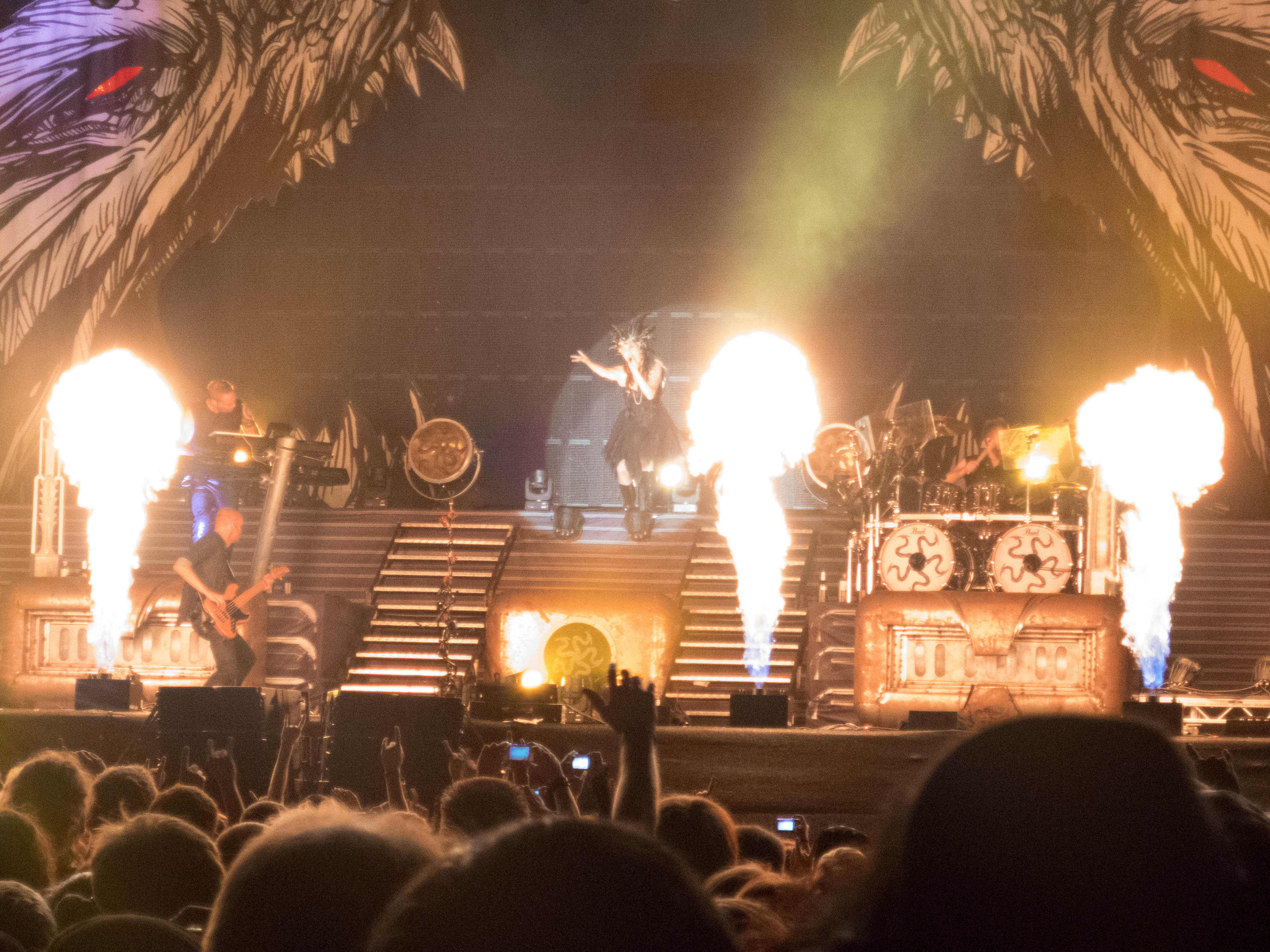
La banda en vivo en la edición del 2014 del espectáculo M'era Luna Festival

El 12 de julio, el primer material de la banda llegó a la vista del público con un adelanto del álbum sin datos relevantes. En el próximo mes, la banda anunció el título del primer sencillo, fue «Paradise (¿What abouts Us?)». El vídeo musical y EP fueron lanzados el 27 de septiembre y ha ido bien en las ventas de iTunes, llegando cuarto en la gráfica en el día del lanzamiento, y en el puesto 17 en todo el mundo. El 25 de octubre y 26, den Adel y Westerholt presentó un número desconocido de canciones a la prensa. El adelanto oficial del álbum salió el 8 de noviembre, junto al anuncio oficial del nombre del álbum y las fechas de lanzamiento. El 21 de noviembre, la banda reveló que estaba trabajando de nuevo con el director Patric Ullaeus, que hizo el video de «Mother Earth», en dos nuevos videos para promocionar el álbum, siendo ellos «Dangerous», con Howard Jones que fue lanzado el 20 de diciembre, y «Whole World is Watching» («Todo el mundo está mirando») junto al cantante Dave Pirner. A finales de noviembre, Sharon viajó a Finlandia para iniciar la promoción del álbum en una estación de radio, y lo presentará a la prensa en Francia, Alemania y el Reino Unido. El 4 de diciembre, el primer show de la gira fue en el Heineken Music Hall, Ámsterdam. El tercer sencillo «Whole World Is Watching», fue la canción elegida para la promoción del álbum en Polonia, debutó en la emisora de radio polaco el 10 de enero de 2014, en una versión especial con el cantante polaco Piotr Rogucki. La banda fue en un viaje especial a los Estados Unidos para promover una fiesta en Los Ángeles el 24 de enero, con la presencia de den Adel, Westerholt y Jolie, tuvieron una firma de autógrafos en Nueva Jersey para promover el álbum en las estaciones de radio. La tercera canción promocional «Whole World Is Watching», se estrenó por primera vez en la estación de radio nacional polaca Polskie Radio Programa III. La versión polaca de la canción cuenta con Piotr Rogucki. Unos días después, el 15 de enero de 2014, la versión principal de la canción, con Pirner, fue lanzado como otro sencillo promocional en la estación de radio belga Q-music. De regreso a Europa, la banda pasó a visitar estaciones populares de radio de Países Bajos como 538 y 3FM y programas de televisión. Para dar entrevistas y actuaciones acústicas. El 20 enero, la banda anunció un show de prueba para su gira mundial en Effenaar, en Eindhoven (Países Bajos), el cual se celebró el 20 de febrero, las entradas se agotarón el mismo día. La gira fue planeada originalmente para principios de enero de 2014, pero luego se pospuso para un mes más tarde, por lo que la banda podría sacar más las canciones antes de lanzar el álbum y también tener más tiempos en los ensayos.

## Recepción

### Rendimiento comercial
Hydra debutó en el número seis en la lista de álbumes del Reino Unido el 9 de febrero de 2014, por lo que es la posición más alta en una lista gráfica de la banda en el país, a comparación de álbum antesecor The Unforgiving posicionándose en el puesto 23. En los Países Bajos, Hydra marcó el regreso de la banda a la primera posición en las listas de éxitos desde el lanzamiento de The Heart of Everything en 2007. El álbum también alcanzó la posición número uno en las listas de álbumes de República Checa, por lo que es su primer número uno álbum fuera de Países Bajos. Hydra también fue el primero en alcanzar las gráficas del Billboard 200 de los Estados Unidos logró alcanzar la posición desimosexta y también llegó a vender 15.000 copias en la primera semana de lanzamiento, una posición mucho mejor que su álbum anterior, que alcanzó el número 50, el álbum también alcanzó el número uno en las listas de álbumes de American Top Hard Rock. Hydra también se convirtió en el álbum en llegar en lo más alto del grupo en Austria, Francia, Alemania y Suiza.

### Críticas
Hydra recibió elogios de la crítica cuando salió a la luz. La estación de radio alemana Roca Antenne difundió la primera impresión pública del álbum, califcándolo como «rápido» y «pesado», y otorgándole una puntuación de cinco puntos sobre cinco. La revista de música Reflections of Darkness le concedió diez puntos sobre diez, denotándolo como más «terrenal y moderno» que los trabajos anteriores, que proyectaban un ambiente de «romance celestial y frialdad».A la vez que comentaba las nuevas «influencias de moda» introducidas por los artistas invitados y otras tendencias musicales, la reseña concluyó diciendo que «a pesar de todo, hay elementos de metal sinfónico y progresivos para aquellos que nunca se cansan de la perfección, que valoran la música de alta calidad y a los que la herencia clásica no les es ajena». Rustyn Rose, de Metalholic, también elogió el álbum, al que puntuó con un 9,3 sobre diez, mencionando principalmente el regreso de la banda a «sus raíces más pesadasn y dramáticas», al mismo tiempo que seguían «creciendo y ampliando sus fronteras».En lo que respecta a los cantantes invitados, el crítico comentó que las canciones exhibían diversos estilos, pero que la banda logró combinar bien los distintos géneros con su propio estilo. Al final de la reseña, Rose lo declaró «un trabajo magistral». El sitio web de rock británico Rock n Reel concedió al disco cuatro sobre cinco estrellas, señalando también la «mezcla de estilos» presentada, con una mención especial a la introducción de versos de rap en el tema "And we run" (un cruce, por tanto, de rap/nu metal), y comparando la colaboración con Xzibit con Linkin Park y Jay -Z, con el veredicto «funciona bastante bien». Adicionalmente, el crítico describió el álbum como «lleno de sintetizadores, guitarras etéreas, excelentes coros y armonías».
Erik Hunker, del sitio web estadounidense The Front Row Report, elogió el álbum y se lamentó de su baja popularidad en los Estados Unidos a pesar de que llenaran estadios en su tierra natal, comentando que «con toda seguridad Hydra los lanzará a la escena internacional y finalmente, cosecharán la atención y el respeto que tanto se merecen», y llamándolos «genios de la música». Hunker alegó que «Con Hydra [Within Temptation] expanden aún más sus límites y exploran nuevos elementos e influencias, sin dejar de revisitar al mismo tiempo sus raíces metálicas pesadas» y le concedió al álbum una puntuación de 9,5 sobre 10.

### Listas de críticas
| Critic/Publication | Lista                                      | Posición | Ref.   |
| ------------------ | ------------------------------------------ | -------- | ------ |
| De Telegraaf       | Best 2014 Dutch Albums                     | 4        | [ 68 ] |
| Metal Storm        | Readers Top Symphonic Metal Albums of 2014 | 3        | [ 69 ] |
| Metalholic         | 50 Best Hard Rock and Metal Albums of 2014 | 13       | [ 70 ] |

## Lista de canciones
Todas las letras escritas por Sharon den Adel y Robert Westerholt excepto las anotados.
| N.º | Título                                                                                    | Letras                              | Música                        | Duración |  |
| 1.  | «Let Us Burn»                                                                             | den Adel, Westerholt, Daniel Gibson | Westerholt, Gibson            | 5:31     |  |
| 2.  | «Dangerous» (Howard Jones)                                                                | den Adel, Westerholt                | Westerholt, Gibson            | 4:52     |  |
| 3.  | «And We Run» (featuring Xzibit)                                                           | den Adel, Westerholt, Joiner        | den Adel, Westerholt, Joiner  | 3:50     |  |
| 4.  | «Paradise (What About Us?)» (featuring Tarja)                                             | den Adel, Westerholt                | den Adel, Martijn Spierenburg | 5:22     |  |
| 5.  | «Edge Of The World»                                                                       | den Adel, Westerholt                | den Adel, Juno Jimmink        | 4:55     |  |
| 6.  | «Silver Moonlight»                                                                        | den Adel, Westerholt                | den Adel, Spierenburg         | 5:17     |  |
| 7.  | «Covered By Roses»                                                                        | den Adel, Westerholt                | den Adel, Spierenburg         | 4:48     |  |
| 8.  | «Dog Days»                                                                                | den Adel, Westerholt                | den Adel, Spierenburg         | 4:47     |  |
| 9.  | «Tell Me Why»                                                                             | den Adel, Westerholt                | Westerholt, Gibson            | 6:12     |  |
| 10. | «Whole World Is Watching» (featuring Dave Pirner, or Piotr Rogucki on the Polish edition) | den Adel, Westerholt, Gibson        | Westerholt, Gibson            | 4:03     |  |

## Crédito
Within Temptation
- Sharon den Adel - Voz principal
- Robert Westerholt - guitarras, voz gutural en pistas 6 & 9
- Ruud Jolie - guitarras
- Stefan Helleblad - guitarras
- Martijn Spierenburg - teclados , productor y arreglos orquestales
- Jeroen van Veen - bajo
- Mike Coolen - baterías

Músicos invitados
- Howard Jones (Light The Torch, ex-Killswitch Engage) - Voz en pista #2
- Xzibit - Voz de rap en pista #3
- Tarja Turunen - Voz en pista #4
- David Pirner (Soul Asylum) - Voz en pista #10
- Piotr Rogucki (Coma) - Voz en pista #10 (Edición polaca)

Músicos adicionales
- Frank van Essen - Violín
- Jonas Pap - violonchelo

Producción
- Daniel Gibson - Productor y programador
- Robert Westerholt - Productor
- Juno Jimmink - Productor adicional en Edge of World
- Arno Krabman - Edición, Arreglos en Bajos,Ingeniero/técnico en Baterías
- Stefan Helleblad - Ingeniero/técnico en Guitarras
- Ruud Jolie - Ingeniero en  Guitarras
- Martijn Spierenburg - Orquestación y productor orquestal
- Stefan Glaumann- Mezclador
- Ted Jensen - Coordinador
- Das Buro Rotterdam - Trabajo Artístico y Tipografía
- Paul Harris, Arjan Kremer - Fotógrafos

## Gráficas
| Gráficas (2014)                      | Pico posición |
| ------------------------------------ | ------------- |
| Australia (ARIA)                     | 26            |
| Austria (Ö3 Austria)                 | 5             |
| Bélgica (Ultratop flamenca)          | 4             |
| Bélgica (Ultratop valona)            | 13            |
| República Checa (ČNS IFPI)           | 1             |
| Países Bajos (Album Top 100)         | 1             |
| Finlandia (Suomen Virallinen Lista)  | 2             |
| Francia (SNEP)                       | 13            |
| Alemania (Offizielle Top 100)        | 4             |
| Irlanda (IRMA)                       | 87            |
| Italia (FIMI)                        | 73            |
| Japón (Oricon)                       | 22            |
| Noruega (VG-lista)                   | 15            |
| Polonia (ZPAV)                       | 4             |
| Escocia (Scottish Albums Chart)      | 5             |
| España (PROMUSICAE)                  | 28            |
| Suecia (Sverigetopplistan)           | 12            |
| Suiza (Schweizer Hitparade)          | 2             |
| Reino Unido (UK Albums Chart)        | 6             |
| Reino Unido (UK Independent Albums)  | 2             |
| Reino Unido (OCC)                    | 1             |
| Estados Unidos (Billboard 200)       | 16            |
| Estados Unidos (Billboard Digital)   | 12            |
| Estados Unidos (Billboard Rock)      | 4             |
| Estados Unidos (Billboard Hard Rock) | 1             |

| País           | Gráfica(2014)                      | Posición |
| -------------- | ---------------------------------- | -------- |
| Bélgica        | Belgian Albums (Ultratop Flanders) | 77       |
| Bélgica        | Belgian Albums (Ultratop Wallonia) | 134      |
| Países Bajos   | Dutch Albums (MegaCharts)          | 35       |
| Suiza          | Swiss Albums (Schweizer Hitparade) | 90       |
| Estados Unidos | US Billboard Hard Rock Albums      | 45       |